# Nils Magnus Danson
Nils Magnus Danson, född 9 mars 1793 i Tåby församling, Östergötlands län, död 23 oktober 1880 i Furingstads församling, Östergötlands län, var en svensk präst.

## Biografi
Nils Magnus Danson föddes 9 mars 1793 på Fristad i Tåby socken. Han var son till trumpetaren vid Östgöta kavalleriregemente Carl Magnus Wåghals och Ingeborg Margareta Thollander. Danson blev 1812 student vid Uppsala universitet, Uppsala och tog magistern 1818. Han blev vikarierande kollega i Söderköping 1818 och vikarierande kollega och apologist i Vadstena samma år. Han blev samma år åter vikarierande kollega i Söderköping och 1819 vikarierande kollega och apologist i Vadstena. Danson blev ordinarie kollega i Vadstena samma år och 1820 kantor därstädes. Han prästvigdes 26 november 1820 och blev 1825 rektor i Eksjö. 1828 blev han rektor i Vadstena och kyrkoherde i Orlunda församling, Orlunda pastorat. Danson var orator vid prästmötet 1831. Han blev 1833 prost och kyrkoherde i Västra Tollstads församling, Västra Tollstads pastorat.

### Familj
Danson gifte sig med Augusta Ohrling. Hon var dotter till prosten i Carl Peter Ohrling och Margareta Carolina Cronhamn i Väderstads socken.